# Jim Hall (pilota automobilistico)
James Ellis Hall, noto più semplicemente come Jim (Abilene, 23 luglio 1935), è un ex pilota automobilistico e dirigente sportivo statunitense, attivo in Formula 1 e nel campionato CanAm.
Più che come pilota è conosciuto quale fondatore e proprietario, insieme a Hap Sharp, della Chaparral Cars di Midland (Texas), casa costruttrice di vetture Sport Prototipo negli anni 1960 e 1970, tra le più innovative del periodo, note in particolare per le ardite soluzioni aerodinamiche.

## Carriera

### Gli inizi
Jim Hall nacque in una ricca famiglia di petrolieri. Poco prima di iniziare la sua carriera universitaria al Caltech i suoi genitori e la sorella morirono in un incidente aereo. Hall ereditò quindi un patrimonio di quindici milioni di dollari e, mentre i suoi fratelli gestivano l'azienda di famiglia, andò a studiare geologia in California. Nel 1954 nacque in lui la passione per le corse e lo stesso anno prese parte alla sua prima gara automobilistica a bordo di una Austin Healey. Decise quindi di cambiare corso universitario, laureandosi infine in ingegneria meccanica. Dopo la laurea si dedicò quindi sia al business che all'attività di pilota. In particolare la sua azienda sponsorizzava Carroll Shelby.

### Formula 1
Hall decise poi di noleggiare una Lotus per prendere parte al Gran Premio degli Stati Uniti 1960, che concluse al settimo posto. Incontrò, però, Dick Troutman e Tom Barnes, progettisti di auto da corsa, che erano alla ricerca di finanziamenti per la costruzione di modelli Scarab per competere nel campionato di vetture sport. Fondò quindi insieme ad Hap Sharp la Chaparral Cars, con base a Midland in Texas. Nel 1961 tentò nuovamente la partecipazione al Gran Premio degli Stati Uniti, venendo però costretto al ritiro, ma l'attenzione del pilota era in gran parte concentrata nello sviluppo delle vetture della Chaparral. Per il 1963 Hall si trasferì in Europa, stipulando un contratto con la BRP. Durante la stagione ottenne i suoi primi punti in Formula 1, concludendo quinto in Germania e sesto in Gran Bretagna. A fine anno decise, però, di abbandonare la massima serie automobilistica per dedicarsi alla sua azienda.

### Risultati completi in Formula 1
| 1960 | Scuderia       | Vettura  |  |  |  |  |  |  |  |  |  |   |  | Punti | Pos. |
| ---- | -------------- | -------- |  |  |  |  |  |  |  |  |  | - |  | ----- | ---- |
| 1960 | Pilota privato | Lotus 18 |  |  |  |  |  |  |  |  |  | 7 |  | 0     |      |

| 1961 | Scuderia       | Vettura  |  |  |  |  |  |  |  |     |  |  |  | Punti | Pos. |
| ---- | -------------- | -------- |  |  |  |  |  |  |  | --- |  |  |  | ----- | ---- |
| 1961 | Pilota privato | Lotus 18 |  |  |  |  |  |  |  | Rit |  |  |  | 0     |      |

| 1962 | Scuderia       | Vettura  |  |  |  |  |  |  |  |    |  |  |  | Punti | Pos. |
| ---- | -------------- | -------- |  |  |  |  |  |  |  | -- |  |  |  | ----- | ---- |
| 1962 | Pilota privato | Lotus 21 |  |  |  |  |  |  |  | NP |  |  |  | 0     |      |

| 1963 | Scuderia | Vettura  |     |     |   |    |   |   |   |    |   |  |  | Punti | Pos. |
| ---- | -------- | -------- | --- | --- | - | -- | - | - | - | -- | - |  |  | ----- | ---- |
| 1963 | BRP      | Lotus 24 | Rit | Rit | 8 | 11 | 6 | 5 | 8 | 10 | 8 |  |  | 3     | 12º  |

| Legenda | 1º posto     | 2º posto | 3º posto    | A punti         | Senza punti/Non class.  | Grassetto – Pole position Corsivo – Giro più veloce |
| Legenda | Squalificato | Ritirato | Non partito | Non qualificato | Solo prove/Terzo pilota | Grassetto – Pole position Corsivo – Giro più veloce |